# Ikwa
Ikwa (ukr. Іква Ikwa) – rzeka na Wołyniu, prawy dopływ Styru.
Długość rzeki wynosi 155 km. Swoje źródło ma w okolicach Czernicy k. Brodów. Jeden z większych dopływów górnego Styru. Tworzy dość szeroką dolinę. Przepływa koło Krzemieńca i Dubna. Na południe od tego ostatniego jej dolina oddziela Pasmo Pełczańskie od Pasma Mizockiego. Koło Targowicy wpada do Styru (na jego 283 kilometrze). 
Opisywana w utworach literackich Juliusza Słowackiego.

Gwiazdy błękitne, kwiateczki czerwone
Będą ci całe poemata składać.
Ja bym to samo powiedział co one,
Bo ja się od nich nauczyłem gadać;
Bo tam, gdzie Ikwy srebrne fale płyną,
Byłem ja niegdyś, jak Zośka, dzieciną.